# Otra Banda
Otra Banda är en ort i Dominikanska republiken.   Den ligger i provinsen La Altagracia, i den östra delen av landet, 140 km öster om huvudstaden Santo Domingo. Otra Banda ligger 113 meter över havet och antalet invånare är 6 071.
Terrängen runt Otra Banda är platt åt sydost, men åt nordväst är den kuperad. Runt Otra Banda är det ganska tätbefolkat, med 72 invånare per kvadratkilometer. Närmaste större samhälle är Salvaleón de Higüey, 6,1 km sydväst om Otra Banda. Omgivningarna runt Otra Banda är en mosaik av jordbruksmark och naturlig växtlighet.